# Ringtown
Ringtown é um distrito localizado no estado norte-americano de Pensilvânia, no Condado de Schuylkill.

## Demografia
Segundo o censo norte-americano de 2000, a sua população era de 826 habitantes.
Em 2006, foi estimada uma população de 780, um decréscimo de 46 (-5.6%).

## Geografia
De acordo com o United States Census Bureau, tem uma área de
1,1 km², dos quais 1,1 km² cobertos por terra e 0,0 km² cobertos por água.

## Localidades na vizinhança
O diagrama seguinte representa as localidades num raio de 8 km ao redor de Ringtown.